# Kolonia Lisów
Kolonia Lisów est une localité polonaise de la gmina de Herby, située dans le powiat de Lubliniec en voïvodie de Silésie.